# 越南共和國第5步兵師
第5步兵師是隸屬於越南共和國陸軍第3軍和第3軍區的一支師級步兵戰鬥單位，責任轄區包含首都西貢市及周邊地區。該師師部原本在平陽省富利，自1972年以來，設在萊溪基地（Căn cứ Lai Khê）。
第5師因在安祿戰役中對越南人民軍（北越軍）進行了頑強抵抗而聞名。該師曾因官兵當中有75%為華裔儂族出身，而得到「儂族軍隊」（Sư đoàn "Nùng"）之稱。

## 歷史
第5步兵師於1955年3月9日在平順省海寧郡茅河（Sông Mao）成立，原名步兵第六師，由黃亞生上校擔任第一任師長。